# Космічна гідрологія

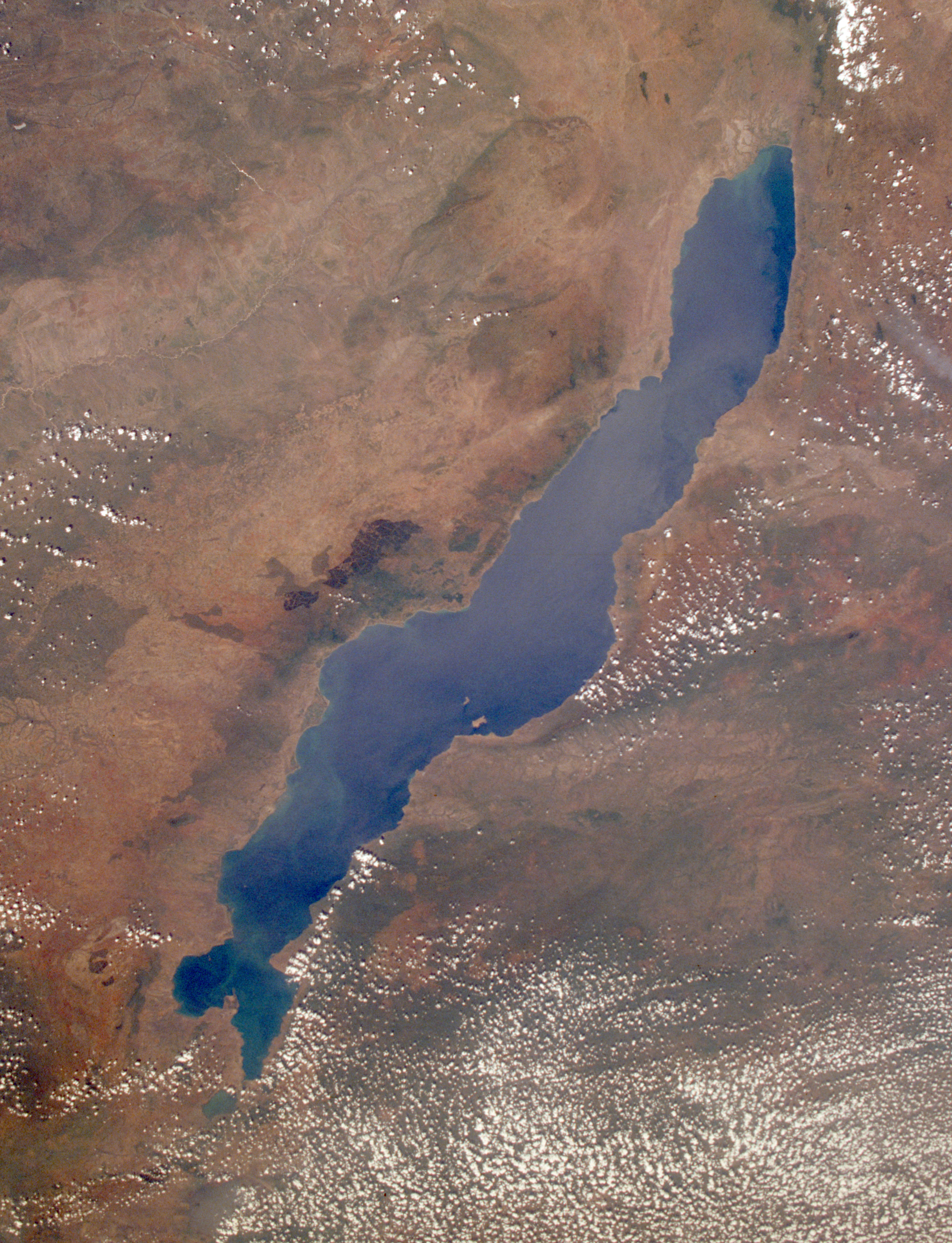
Космічний знімок озера Ньяса

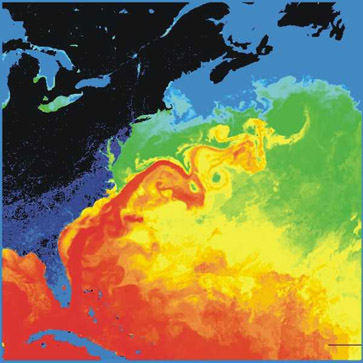
Космічний знімок з термічним спектром, що відображає розподіл температури від течії Гольфстрим

Космі́чна гідроло́гія — новітня галузь землезнавчих наук, підрозділ гідрології, що займається космічним дослідженням гідросфери Землі. Сутність цієї науки полягає у безперервному моніторингу та дослідженнях окремих елементів або сукупності гідрологічних об'єктів. Особливістю цієї науки є методологічна специфіка — космічні спектральні дослідження. При цьому її предмет і об'єкт досліджень ті самі, що й у загальній гідрології.

## Завдання
Застосування космічної техніки для вивчення природних гідрологічних ресурсів та контролю за їхнім використанням. Виявлення місць знаходження водних джерел. Пошук води у степах і пустелях. Також ставиться завдання контролю за динамікою, передбачення природних катастроф пов'язаних з діяльністю води. Необхідним є також визначення змін водного режиму гідрологічних об'єктів, оцінка стану та якості природних водойм тощо.

### Спостереження за сніговим та льодовим покривом
Окремою задачею, що постала перед цією наукою, є власне спостереження за льодовими і сніговими явищами в межах географічної оболонки. Подібні спостереження стали актуальними в зв'язку з поширенням інформації про можливе глобальне потепління клімату. Супутникова інформація дає змогу спектрально та візуально оцінити площу та конфігурацію кріогенних та гляціогенних продуктів завдяки їхній високій відбивній здатності. Важливим у моніторингу льодових об'єктів є їхня часова циклічність та загальна динаміка. Якість спостереження за сніговим покривом часто залежить від рельєфу досліджуваної поверхні, на схилах товщі снігу і льоду візуально здаються меншими за площею ніж є насправді.
Космічні зображення, отримані при зйомці снігового покриву, можуть також використовуватись для оцінки водного потенціалу території. Результати дослідження танення снігу мають дуже важливе значення для гідрологічних прогнозів. Отримані результати дають значну економічну вигоду.
Космічне дослідження льодовиків має на меті спостереження за зміною об'єму льодовика та динамікою площі контактної поверхні. У дослідженні льодовиків, необхідне поверхневе орієнтування на супутні форми рельєфу, властиві гляціальним умовам. Важливим у цій галузі досліджень є якісний аналіз поверхні льодовика на фотознімку. Космічними методами також можливе дослідження льодового режиму поверхневих водойм. Такі дослідження необхідні, крім усього іншого, також для оцінки роботи ГЕС.

### Дослідження поверхні водойм
Важливою складовою спектрального спостереження у космічній гідрології є дослідження поверхні водойм, при цьому виявляється хімічний склад, температурний режим, наявність біологічних організмів, загальний гідрологічний режим водойми тощо. Головною метою тут є створення та узагальнення даних про гідрологічні об'єкти Землі. Серед елементів досліджуваних об'єктів зокрема — дельти річок, дельтові острови, затоки, протоки, лимани тощо.

## Практичні дослідження

Супутник Січ-3-Р призначений для радіолокаційного зондування поверхні Землі з космосу

На практиці зазвичай дослідження об'єктів відбувається з використанням аерофотознімків. Також використовують методи радіолокаційного зондування, аналіз поверхні водойм за допомоги космічних знімків NASA World Wind, Google Earth тощо.
На практиці розрізняють такі види досліджень:
- дослідження річок
- дослідження озер
- дослідження боліт
- дослідження льодовиків
- дослідження вод Світового океану (космічна океанологія)
- гідроаерологічні дослідження (космічна метеорологія)
- спеціальні гідрологічні дослідження
- дослідження підземних вод

### Космічне дослідження річок
Річки на загальному фоні земної поверхні можна чітко вирізнити, цей фактор спрощує умови космічного моніторингу. За космічними знімками можна отримати точну інформацію про морфометричні показники річки, її річища та басейну, а також можна спостерігати гідрологічний стан, особливості та режим русла річки, її приток, навколишніх тимчасових водотоків.
Під час новітніх космічних досліджень виявили, що конфігурації малих та важкодоступних річок зображені на картах з помилками та неточностями. Космічні спостереження за річками дають можливість виправити ці неточності. Також актуальним фактором дослідження річок з космосу є те, що річища змінюються у об'ємі в залежності від пори року чи метеорологічних умов, деякі з них тимчасово пересихають або ж зникають назавжди. Тому необхідне правильне уявлення про їхній стан у певний період часу. Дослідження русла деяких річок вирішує навіть політичні питання: річки подекуди є природнимим кордонами між державами та адміністративними регіонами.
Внаслідок космічного фотографування можна отримати реальну картину гідрографічної сітки, вирахувати запаси річкової води та інших річкових ресурсів для певної території, що безумовно впливає на економіку та ресурсозабезпечення. Матеріали космічної зйомки річок також використовуються для гідрологічних та гідрометеорологічних прогнозів, оцінки загрози небезпечних явищ на річках, окремою темою є прогнозування повеней. За допомогою високоякісного відтінення спектрального фону спостерігають навіть незначне цвітіння води у річках та водосховищах.
Дослідження дельти річок полягає у спостереженні за: закономірностями формування дельти, дельтовими процесами (алювіальною діяльністю, утворенням конусів виносу, формуванням дельтових островів, моніторингу за ступенем заростання та рослинністю як водною так і власне дельтових островів) та характером стоку.

### Дослідження озер
Космічні знімки допомагають відкривати нові озера, найчастіше це озера льодовикового походження, що розташовані у горах. Можна також уточнювати берегову лінію вже відомих озер, виявляти солоні озера — смуга сольових відкладів на узбережжі дозволяє відрізнити це озеро від прісного, а додатковий спектральний аналіз — дослідити ступінь солоності води. Такі дослідження доцільно робити у той період року коли в озері наявний льодовий покрив і відкритий водний простір. Доступними для спостереження з космосу є також площа, рельєф, тип рослинності, ступінь осушення озера. Впродовж тривалого періоду космічних спостережень вчені досліджують зміни у озерах: Аральське море, Каспійське море, Балатон, Чад тощо.

### Дослідження боліт
Дешифрування знімків боліт та їхній моніторинг відбувається водночас з космічними дослідженнями підземних вод. Зазвичай при дослідженні боліт за космічними знімками будують об'ємну модель. Таке схематичне утворення дозволяє описати більшість гідрологічних характеристик болота. Дослідження вмісту корисних копалин болота пов'язане зі спектральним фоном різних глибин, хоча зазвичай такі дослідження набагато простіше здійснюються наземними методами.